# Loy Vaught
Loy Stephen Vaught (Grand Rapids, Míchigan, 27 de febrero de 1967) es un exjugador de baloncesto estadounidense que jugó 11 temporadas en la NBA. Con 2,05 metros de altura, lo hacía en la posición de ala-pívot.

## Trayectoria deportiva

### Universidad
Jugó durante cuatro temporadas con los Wolverines de la Universidad de Míchigan, en las que promedió 10,8 puntos y 7,4 rebotes por partido. En su temporada junios ayudó con 12,6 puntos y 8 rebotes por partido a la consecución del título de campeones de la NCAA, junto con jugadores como Glen Rice y Terry Mills, tras derrotar en la final a Seton Hall por 80-79 tras la disputa de una prórroga. Hoy en día, los Wolverines conceden un trofeo anual en su honor, el Loy Vaught Rebounding Award al jugador que más rebotes consiga en la temporada.

### Profesional
Fue elegido en la decimotercera posición del Draft de la NBA de 1990 por Los Angeles Clippers, donde se encontró con muchos jugadores de calidad jugando en su posición, como Danny Manning, Charles Smith o Ken Norman, por lo que pasó sus tres primeras temporadas saliendo desde el banquillo. No fue hasta la temporada 1994-95 cuando empezó a coger protagonismo, saliendo de titular en la mayoría de los partidos, promediando 11,7 puntos y 8,7 rebotes por encuentro.
Se mostró como un excelente reboteador, teniendo su momento de apogeo en las tres siguientes temporadas. En la 1995-96 fue el máximo anotador y reboteador de su equipo, con 17,5 puntos y 9,7 rebotes, mientras que en las dos siguientes lograría aparecer en ambas en la lista de los diez mejores reboteadores de la NBA. Consiguió su récord de rebotes el 16 de diciembre de 1996, al capturar 21 ante Phoenix Suns, a los que añadió 16 puntos.
Pero al año siguiente aparecieron las lesiones, sufriendo una de gran importancia en su espalda, teniendo que someterse a cirugía, disputando esa temporada únicamente 10 partidos. Tras más de un año sin jugar, en enero de 1999 firma un contrato como agente libre con Detroit Pistons por cinco temporadas y 23 millones de dólares. Pero su papel en los Pistons se limitaría a dar minutos de descanso a su gran estrella, Grant Hill, bajando sus promedios a 3,4 puntos y 3,9 rebotes en su primera temporada, situación que empeoró considerablemente al año siguiente, jugando menos de 7 minutos por partido.
Antes del comienzo de la temporada 2000-01 fue traspasado a Dallas Mavericks a cambio de Dana Barros y Ansu Sesay, donde tras jugar 37 partidos se vio envuelto en una macro operación de traspaso que le enviaba a él, junto con Christian Laettner, Etan Thomas, Hubert Davis y Courtney Alexander, además de 3 millones de dólares, a Washington Wizards, a cambio de Juwan Howard, Calvin Booth y Obinna Ekezie. Pero en la capital apenas disputó 14 partidos en los que promedió 3,6 puntos y 3,9 rebotes, optando por retirarse al término de la temporada.
En la actualidad es el cuarto jugador de la franquicia de los Clippers con más rebotes (4.471), y el noveno mejor anotador de todos los tiempos con 6.614 puntos.

## Estadísticas de su carrera en la NBA

### Temporada regular
| Año     | Equipo        | PJ  | PT  | MPP  | %TC  | %3P  | %TL   | RPP  | APP | ROB | TPP | PPP  |
| ------- | ------------- | --- | --- | ---- | ---- | ---- | ----- | ---- | --- | --- | --- | ---- |
| 1990-91 | L.A. Clippers | 73  | 0   | 16.1 | .487 | .000 | .662  | 4.8  | .5  | .3  | .3  | 5.5  |
| 1991-92 | L.A. Clippers | 79  | 38  | 21.4 | .492 | .800 | .797  | 6.5  | .9  | .5  | .4  | 7.6  |
| 1992-93 | L.A. Clippers | 79  | 4   | 20.9 | .508 | .250 | .748  | 6.2  | .7  | .7  | .5  | 9.4  |
| 1993-94 | L.A. Clippers | 75  | 56  | 28.2 | .537 | .000 | .720  | 8.7  | 1.0 | 1.0 | .3  | 11.7 |
| 1994-95 | L.A. Clippers | 80  | 79  | 37.1 | .514 | .212 | .710  | 9.7  | 1.7 | 1.3 | .4  | 17.5 |
| 1995-96 | L.A. Clippers | 80  | 78  | 37.1 | .525 | .368 | .727  | 10.1 | 1.4 | 1.1 | .5  | 16.2 |
| 1996-97 | L.A. Clippers | 82  | 82  | 34.6 | .500 | .167 | .702  | 10.0 | 1.3 | 1.0 | .3  | 14.9 |
| 1997-98 | L.A. Clippers | 10  | 6   | 26.5 | .429 | .000 | .375  | 6.5  | .7  | .4  | .2  | 7.5  |
| 1998-99 | Detroit       | 37  | 10  | 13.0 | .381 | .000 | .643  | 3.9  | .3  | .4  | .2  | 3.4  |
| 1999-00 | Detroit       | 43  | 0   | 6.8  | .360 | .000 | .688  | 2.1  | .3  | .1  | .1  | 1.7  |
| 2000-01 | Dallas        | 37  | 1   | 10.6 | .455 | –    | .667  | 3.3  | .4  | .4  | .1  | 3.1  |
| 2000-01 | Washington    | 14  | 0   | 11.2 | .521 | –    | 1.000 | 3.6  | .5  | .4  | .1  | 3.9  |
| Total   | Total         | 689 | 354 | 24.7 | .504 | .244 | .718  | 7.1  | .9  | .7  | .3  | 10.1 |

### Playoffs
| Año   | Equipo        | PJ | PT | MPP  | %TC  | %3P   | %TL   | RPP | APP | ROB | TPP | PPP  |
| ----- | ------------- | -- | -- | ---- | ---- | ----- | ----- | --- | --- | --- | --- | ---- |
| 1992  | L.A. Clippers | 5  | 0  | 7.2  | .636 | 1.000 | 1.000 | 2.4 | .8  | .2  | .2  | 3.4  |
| 1997  | L.A. Clippers | 3  | 3  | 30.0 | .613 | .333  | .667  | 9.0 | .7  | 1.0 | .7  | 15.0 |
| 1999  | Detroit       | 2  | 0  | 7.5  | .500 | –     | –     | .5  | .0  | .5  | .0  | 2.0  |
| 2000  | Detroit       | 2  | 0  | 8.0  | .000 | –     | –     | 3.0 | .0  | 1.0 | .0  | .0   |
| Total | Total         | 12 | 3  | 13.1 | .571 | .500  | .727  | 3.8 | .5  | .6  | .3  | 5.5  |